# La Roë
La Roë és un municipi francès situat al departament de Mayenne i a la regió de País del Loira. L'any 2007 tenia 243 habitants.

## Demografia

### Població
El 2007 la població de fet de La Roë era de 243 persones. Hi havia 100 famílies de les quals 32 eren unipersonals (12 homes vivint sols i 20 dones vivint soles), 28 parelles sense fills i 40 parelles amb fills.
La població ha evolucionat segons el següent gràfic:
Habitants censats

### Habitatges
El 2007 hi havia 125 habitatges, 100 eren l'habitatge principal de la família, 15 eren segones residències i 10 estaven desocupats. 123 eren cases i 1 era un apartament. Dels 100 habitatges principals, 85 estaven ocupats pels seus propietaris i 15 estaven llogats i ocupats pels llogaters; 1 tenia una cambra, 5 en tenien dues, 16 en tenien tres, 16 en tenien quatre i 62 en tenien cinc o més. 66 habitatges disposaven pel capbaix d'una plaça de pàrquing. A 44 habitatges hi havia un automòbil i a 41 n'hi havia dos o més.

### Piràmide de població
La piràmide de població per edats i sexe el 2009 era:
| Homes | Edats   | Dones |
| ----- | ------- | ----- |
| 0     | 95 o +  | 0     |
| 0     | 90 a 94 | 0     |
| 0     | 85 a 89 | 4     |
| 0     | 80 a 84 | 0     |
| 12    | 75 a 79 | 0     |
| 4     | 70 a 74 | 12    |
| 12    | 65 a 69 | 8     |
| 8     | 60 a 64 | 12    |
| 4     | 55 a 59 | 4     |
| 12    | 50 a 54 | 16    |
| 4     | 45 a 49 | 8     |
| 16    | 40 a 44 | 4     |
| 0     | 35 a 39 | 0     |
| 0     | 30 a 34 | 12    |
| 12    | 25 a 29 | 4     |
| 16    | 20 a 24 | 8     |
| 4     | 15 a 19 | 16    |
| 4     | 10 a 14 | 4     |
| 4     | 5 a 9   | 4     |
| 4     | 0 a 4   | 0     |

## Economia
El 2007 la població en edat de treballar era de 135 persones, 109 eren actives i 26 eren inactives. De les 109 persones actives 100 estaven ocupades (55 homes i 45 dones) i 9 estaven aturades (5 homes i 4 dones). De les 26 persones inactives 9 estaven jubilades, 9 estaven estudiant i 8 estaven classificades com a «altres inactius».

### Ingressos
El 2009 a La Roë hi havia 101 unitats fiscals que integraven 240 persones, la mediana anual d'ingressos fiscals per persona era de 13.870 €.

### Activitats econòmiques
Dels 11 establiments que hi havia el 2007, 1 era d'una empresa de fabricació d'altres productes industrials, 3 d'empreses de construcció, 2 d'empreses d'hostatgeria i restauració, 1 d'una empresa immobiliària, 2 d'empreses de serveis i 2 d'empreses classificades com a «altres activitats de serveis».
Dels 4 establiments de servei als particulars que hi havia el 2009, 1 era un paleta, 1 fusteria, 1 lampisteria i 1 restaurant.
L'any 2000 a La Roë hi havia 21 explotacions agrícoles que ocupaven un total de 690 hectàrees.

## Poblacions més properes
El següent diagrama mostra les poblacions més properes.